# 大澤広樹
大澤 広樹（おおさわ ひろき、1975年9月26日 - ）は、東海ラジオ放送のアナウンサー。2023年7月1日からは、本社営業局の第一営業部員を兼務している。
正式な漢字表記では「大澤 広樹」だが、東海ラジオHPの自身のページや新聞のラジオ番組欄などには「大沢 広樹」と表記された時期もある。

## 来歴
岐阜県各務原市の出身だが、実際には神奈川県藤沢市で出生。各務原市立鵜沼中学校から岐阜県立加納高等学校を経て、慶應義塾大学法学部政治学科へ進学した。大学の同期生に高橋由伸などがいる。
大学卒業後の1998年に、東海ラジオ放送へ入社した。入社後は、中日ドラゴンズ戦の中継などのスポーツ中継や、生ワイド番組のパーソナリティを主に担当。同社が2019年から中日球団との間でオフィシャル・スポンサー契約を締結したことに伴って、同年4月1日から12月31日まで『大澤広樹のドラゴンズステーション』のプロデューサーとメインパーソナリティを兼務していた。
2023年7月1日付の人事異動で、所属部署が編成局報道部のアナウンス課から本社営業局の第一営業部（アナウンサー兼務）へ変更。アナウンス課員時代から不定期で従事していた営業活動へ本格的に取り組んでいるが、アナウンス業務については、異動後も『東海ラジオ　ガッツナイター』における中日戦中継の実況に限って続けている。

## 実況にまつわるエピソード
- 元々野球をやっていた経験を生かした野球実況を行っている。また、子供の頃から中日ドラゴンズファンである。
- 自身と同じ岐阜県出身の選手が活躍すると実況に熱が入る傾向があり、特に和田一浩（県岐商卒）が殊勲打を決めたシーンでは「やったぜベンちゃん！」[注 1] と叫ぶことが多かった。
- 2005年10月1日の中日対広島戦（ナゴヤドーム）で、中里篤史の約4年ぶりの一軍登板を実況。3者凡退に抑えた瞬間、あふれる思いを抑えられずに泣きながらの実況となった。後日、泣いてしまった理由は、中里の復活までの苦労などを知っていたからだと語った（東海ラジオの自身のプロフィールのコラムにてこの話題を扱った部分がある）。なお、該当の実況は、東海ラジオがcommuf@（コミュファ）ラジオ内で開設していた『ブロードバンド東海ラジオ』にて、2005年のプレイバック実況として聞くことができたが、2015年7月末をもってcommuf@ラジオが配信終了となったため、現在は聞くことができない。
- 2007年11月1日、日本シリーズ第5戦（ドラゴンズ53年ぶりの日本一決定）を実況した。翌11月2日には、毎週水曜日に自身が執筆したコラムが掲載される夕刊紙・名古屋タイムズのドラゴンズ日本一特集ページに金曜日ではあったが特別掲載された。この中でアナウンサーの志望動機が、子供の頃からのドラゴンズファンだったため「中日の日本一を実況したい」であったことを明かした。また東海ラジオが開局して以来、初のドラゴンズ日本一を放送するということで、全国に試合中継がネットされていることを考慮して日本一の試合実況をどのようにするべきか迷ったが、『目の前のプレーをナゴヤドームにこられなかったドラゴンズファンのために伝えることが使命』だと思い、マイクに向かったことを明かした。
- 岐阜県で育ったこともあり、中日の地方球場公式戦主催試合シリーズのひとつとして行われる岐阜長良川球場での試合の実況を毎年任されている。2009年5月12日に長良川で行われた中日対ヤクルト戦も例年通り担当となり、岩瀬仁紀の通算200セーブ達成を実況した。
- 立浪和義の引退セレモニーが試合後に行われた2009年9月30日の中日対巨人戦（ナゴヤドーム）では、実況やレポーターではなかったものの、試合前の一部場内アナウンス（中日側のバッテリー&スタメン紹介、スピードボールコンテスト、中日選手が1回表に守備につく際のポジション紹介）を担当した[注 2]。
- 2017年5月21日、「ガッツナイタースペシャル」中日対広島戦（ナゴヤドーム）の実況を担当していたが、試合後半から声が出なくなり、途中でサブとして控えていた村上和宏に実況を交代した。

大澤のブログによれば、火曜日（5月16日）あたりから喉の調子が悪く、試合当日の朝6時には声が出にくい状態になっていたものの、その後声も出るようになり、試合前のイベントMCも熟していた。5回くらいまでは「声の出が悪いなぁ」と思いながらもあまり気にせず、毎イニングごとに蜂蜜を舐めながら喋っていたが、6回以降、急激に声がかすれてしまい、7回表の段階で自ら実況交代を申し出たという。暫く休養の後、5月27日の中日対東京ヤクルト（ナゴヤドーム）で実況に復帰している。
- 2018年シーズンの実況担当試合は28試合で、東海ラジオのアナウンサーでは最も多かった。『大澤広樹のドラゴンズステーション』のプロデューサーとメインパーソナリティを兼務していた2019年シーズンも、同番組の火 - 金曜日に内包される中日主催のナイトゲーム中継の初戦を中心に、23試合で実況を担当している[5]。ちなみに、上記中継での実況担当日には、『ドラゴンズステーション』の冒頭に出演。その後はスタジオにいる他のアナウンサーに進行を任せながら、ナゴヤドームからの中継で実況を担当した。また、ビジターゲームの中継を放送した日には、放送終了時間の21:30までスタジオに待機[注 3]。中継カードが21:30より前に終了した場合には、『ドラゴンズステーション』のパーソナリティとして出演していた[1]。ちなみに、年に2回の長期休暇取得を条件に同番組の担当を引き受けたことから、2019年6月23日から7月7日までの期間には休暇を取得[6]。ナイターオフシーズンも放送を続けていたが、2019年12月7日から金曜日のパーソナリティを後輩のスポーツアナウンサー・森貴俊へ交代。同月31日（火曜日）でいったん放送を終了したが、2020年度ナイターオフ期間の火 - 金曜日に復活したことを機にパーソナリティへ復帰。

## 性格・趣味・パーソナリティーなど
- 趣味は映画鑑賞。シーズンオフ番組の『2COOL!』では、こちらも映画鑑賞が趣味だという坂口美奈子とともに、映画にまつわるコーナーをやっていた。
- 社内では自他ともに認める競馬通であり、馬券を買うだけにとどまらず、現在はJRA所属の競走馬の一口馬主でもある。東海ラジオにおいても競馬中継を担当し、ラジオNIKKEIの競馬実況アナウンサーも愛用するという高価な双眼鏡を自ら購入し、中継で使用している。
- 将棋も趣味としており、中学・高校では野球部に所属するかたわら将棋クラブにも所属。社会人になりしばらく将棋から離れていたが、インターネット将棋サイト『将棋倶楽部24』を通じて再び将棋に没頭し、2006年11月に日本将棋連盟よりアマチュア棋士の目標である初段免状の授与を受けた。
- 東海ラジオの有志等で構成された野球チーム『ガッツナイターズ』(旧ナゴヤンキーズ？)に所属。チームの試合内容や大澤自身の試合ごとの個人成績は東海ラジオの携帯サイト内のアナウンサーページに掲載される。
- 名古屋タイムズ（名タイ）では、2007年8月までは隔週（第2週・第4週）の火曜日、紙面リニューアル後の同年9月5日から名タイ休刊直前の2008年10月29日までは毎週水曜日に、コラム「東海ラジオ大澤広樹紙面実況・竜（ドラ）のアナ」を連載していた。連載最後のコラムの内容は読者・名タイ関係者へのメッセージであった。なお、名タイは2008年10月末をもって休刊した[注 4][7]。
- 2007年4月からは、『ガッツナイター』に加え、同年1月に放送されていた『2COOL!』金曜日の相方をつとめていた若杉直美とともに、新番組『直球勝負!大澤広樹』（日曜日午後2時～5時）を担当した。しかしこの枠はデーゲーム中継の『東海ラジオ ガッツナイタースペシャル』があるために毎週放送があるわけではなく、この番組が始まる旨を発表をした大澤から、今季の日曜日のナゴヤドームの試合の実況と、全ての日曜日のベースボールデスクを担当する事が発表された。2010年シーズンからは日曜日のドラゴンズ戦がほぼすべてデーゲームとなり『直球勝負!大澤広樹』はレギュラー番組として成立しなくなったため、2010年3月に放送終了となったが、「スポーツ実況以外のキャリアも重ねていきたい」のが本意であり、放送終了にあたって「再びワイド番組を担当する時が来たら、野球中継と重複しない時間帯を担当してみたい」と述べている。なお同年の日曜日のドラゴンズ戦実況は引き続き担当した。
- ライバル局であるCBC所属の若狭敬一アナウンサーは年齢が同じで仲が良く[注 5]、バレンタインデーのチョコレートの数を競いあったこともあるほか、若狭が所属する野球チーム「麻婆茄子」と大澤が所属する野球チーム「ガッツナイターズ」との対戦が毎年12月に行われている[注 6]。なお元中日の落合英二は現役引退後はCBCの解説者であったが、ガッツナイターズの一員として参加している。また、2016年の中日ドラゴンズのファン感謝イベントでは、若狭と大澤がそれぞれ監督となって、現役の中日選手による紅白戦を指揮した。
- 2013年4月に一般女性と結婚した。
- 2021年1月に保育士資格を取得した。

## 現在の出演番組
- 東海ラジオ ガッツナイター（実況）
  - 『ドラゴンズステーション』のパーソナリティ時代には、原則として火・金曜日の中日ホームゲームに限って担当。第一営業部への異動を機に、ベンチリポートの担当から離脱した。
- 聴く将棋（2024年1月6日 - ）

## 過去の出演番組
- 中日新聞ニュース（定時ニュース）
- ドラヂカラ!!（2016年4月 - 2019年3月、水・木曜担当）
- ドラゴンズNo.1ジョッキー（2004年度）
- 2COOL!（ナイターオフ限定。2007年まで月曜日など各曜日を担当）
- 直球勝負!大澤広樹（2007年4月 - 2010年3月）
- チア・スポ～Cheer Sport（2011年10月 - 2011年3月）
- 大澤広樹のドラゴンズステーション
  - メインパーソナリティ兼プロデューサー：2019年4月1日 - 12月31日
  - メインパーソナリティ：2020年11月 - 2022年9月
  - メインパーソナリティとしては、2019年11月まで月 - 金曜日、同年12月のみ月 - 木曜日を担当。担当終了後も、他の同僚アナウンサーがパーソナリティを務める『ドラゴンズステーション』シリーズに、ドラゴンズ情報のリポートなどで随時出演していた。2020年度の下半期から、火 - 金曜日限定で放送とメインパーソナリティの担当を再開。
- Live Dragons!（2022年10月 - 2023年3月、月に2回程度不規則に担当）
- OH! MY CHANNEL!（2020年10月から毎週金曜日に「OH! MY妄想ダービー!」の架空実況を担当）
  - 『OH! MY CHANNEL! スペシャル』（2020年4 - 6月に『ドラゴンズステーション』火 - 金曜枠の一部に編成）で好評を博したことから、当時土曜日の午前中に放送されていた『OH! MY CHANNEL!』の平日帯ワイド化を機にレギュラーで放送。

野球以外にも、競馬、サッカー、名古屋国際女子マラソン→名古屋ウィメンズマラソンの中継で実況を一時担当。上記以外の生ワイド番組でパーソナリティを随時代行したほか、ナイターオフ期間には、上記以外のスポーツ関連番組にも出演していた。

## CM
過去のものも含む
- マイケアなた豆茶
- 酒のすぎた ※不定期

## 関連人物
- 若杉直美 - フリーアナウンサー、直球勝負!大澤広樹のアシスタント
- 坂口美奈子 - タレント、2COOL!の放送開始以来のパートナー
- 若狭敬一 - CBCアナウンサー、大澤の親友
- 一岡浩司 - 笠松競馬場公認予想屋、自身のラジオ番組出演など交流多い